# Pterolophia microphthalma
Pterolophia microphthalma är en skalbaggsart som beskrevs av Stefan von Breuning 1961. Pterolophia microphthalma ingår i släktet Pterolophia och familjen långhorningar. Inga underarter finns listade i Catalogue of Life.